# 리막 오토모빌리
리막 오토모빌리(크로아티아어: Rimac Automobili)는 크로아티아 자그레브 스베타 네델랴에 본사를 둔 전기 스포츠카 제조업체이다. 2009년 마테 리마츠에 의해 설립되었다. 이 기업의 첫 모델은 리막 컨셉 원이다.

## 연혁

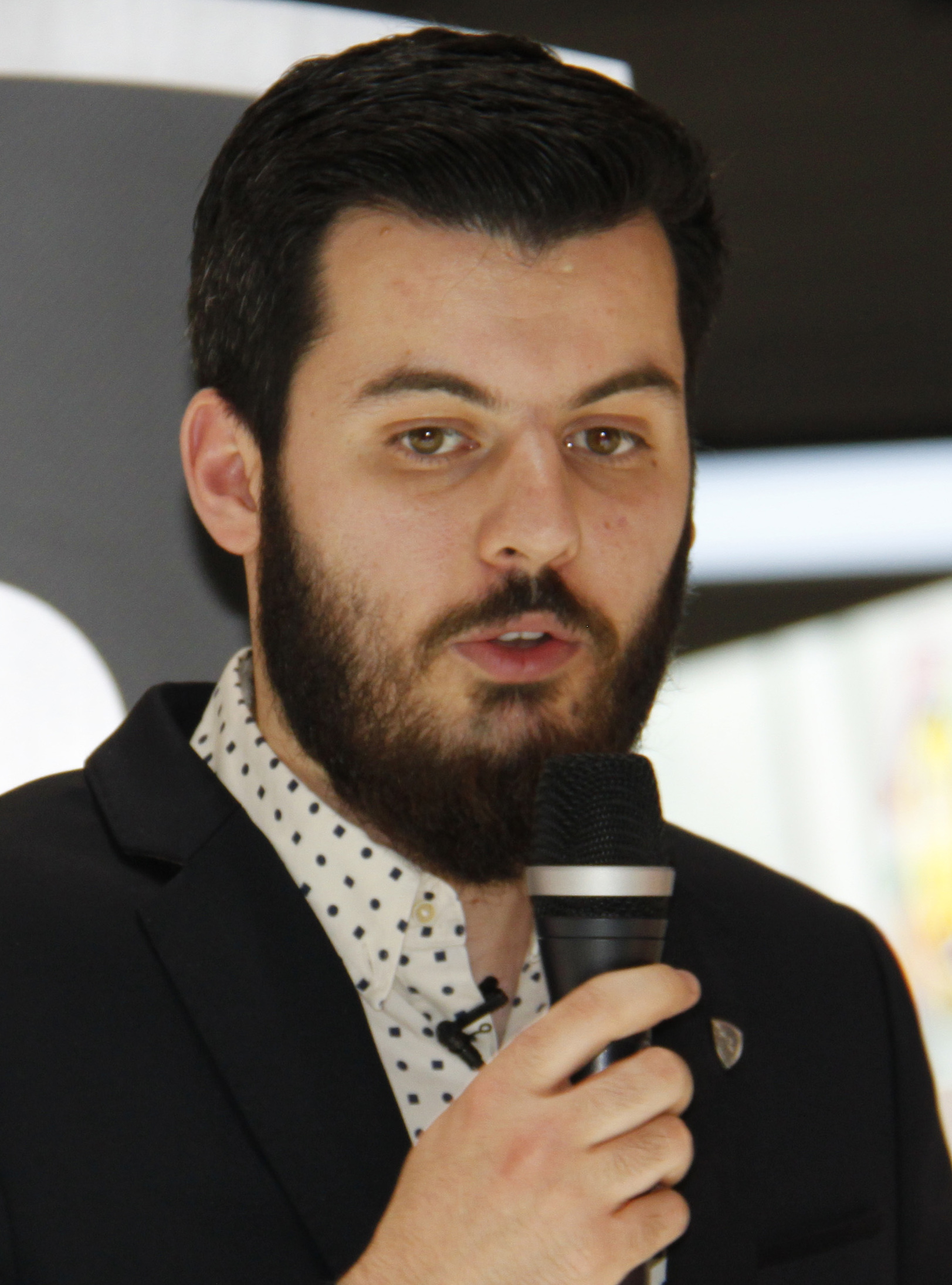
2017년 제네바 모터쇼의 창립자 마테 리마츠

회사의 기반은 마테 리마츠가 2007년 차고에서 취미 활동으로 시작하며 다져졌다. 그는 혼자 힘으로 BMW 3 시리즈 (E30)를 전기 파워트레인으로 개조했고, 이후 언론과 투자자들의 주목을 받았다. 초기 자금의 상당 부분은 엔젤 투자자와 독점 특허 판매에서 나왔다.
리막 오토모빌리는 2009년 크로아티아 자그레브 근처의 스베타 네델랴에 설립되었으며, 적절한 시설을 임대했다. 마테 리마츠는 19세 때 그의 첫 번째 테스트 뮬 역할을 한 E30-M3를 개조하기 시작했다.
"저는 드리프트와 서킷 경주에 사용했던 오래된 BMW E30 (1984년식)을 소유하고 있었습니다. 그 경주 중 하나에서 갑자기 가솔린 엔진이 폭발했습니다. 그 순간, 저는 EV를 만들어보기로 결정했습니다. 1년 정도 후에 차는 주행할 수 있었지만 결과에 만족하지 못했습니다. 무겁고, 출력이 좋지 않았으며, 주행 가능 거리가 매우 제한적이었습니다. 이러한 이유로, 저는 전기 추진력이 시장에 나와 있는 것보다 훨씬 더 많은 것을 제공할 수 있다고 믿었기 때문에 자체 구성 요소를 개발하기 위해 전문가 팀을 모으기 시작했습니다. 그 당시, 저는 이미 저의 궁극적인 목표에 대한 매우 명확한 비전을 가지고 있었습니다. 오늘날, 힘든 노력으로 저의 꿈이 현실이 되고 있습니다."
2018년, 폭스바겐 그룹의 포르쉐 엔지니어링 그룹은 전동화 과정의 일환으로 리막의 지분 10%를 인수하여 개발 파트너십을 맺었다. 마테 리마츠는 "이 파트너십은 리막이 전동화, 연결성, 첨단 운전자 보조 시스템이라는 흥미로운 분야에서 업계가 선택하는 부품 및 시스템 공급업체가 되는 중요한 단계"라고 언급했다. 현대자동차와 기아는 2019년에 공동으로 8천만 유로를 투자하고 "고성능 전기차 개발에 협력할 계획"을 발표했다. 2020년, 리막은 포르쉐에 발칸반도 최대 소프트웨어 및 디자인 회사인 인피늄을 추천했고, 이는 1천만 유로 투자를 통해 합작 법인인 포르쉐 디지털 크로아티아를 설립하는 계기가 되었다.
2021년 3월, 포르쉐는 리막 오토모빌리 지분을 15%에서 24%로 늘렸다.
2021년 7월, 폭스바겐 그룹의 포르쉐와 리막은 폭스바겐의 고성능 부가티 브랜드와 리막 오토모빌리를 통합하는 합작 투자를 발표했다. 새로운 합작 법인은 부가티 리막이라고 불린다. 이 합작 법인에서 리막 그룹은 55%의 지분을 보유하고 있으며, 포르쉐가 나머지 45%를 소유한다. 같은 해 6월, 포르쉐는 새로운 5억 유로 규모의 자금 조달 라운드에 참여하는 기업 중 하나라고 밝혔다.
2023년 9월, 리막 도쿄와 리막 카토비체가 각각 일본과 폴란드에 설립되었다.

## 주요 차종

### 리막 컨셉 원

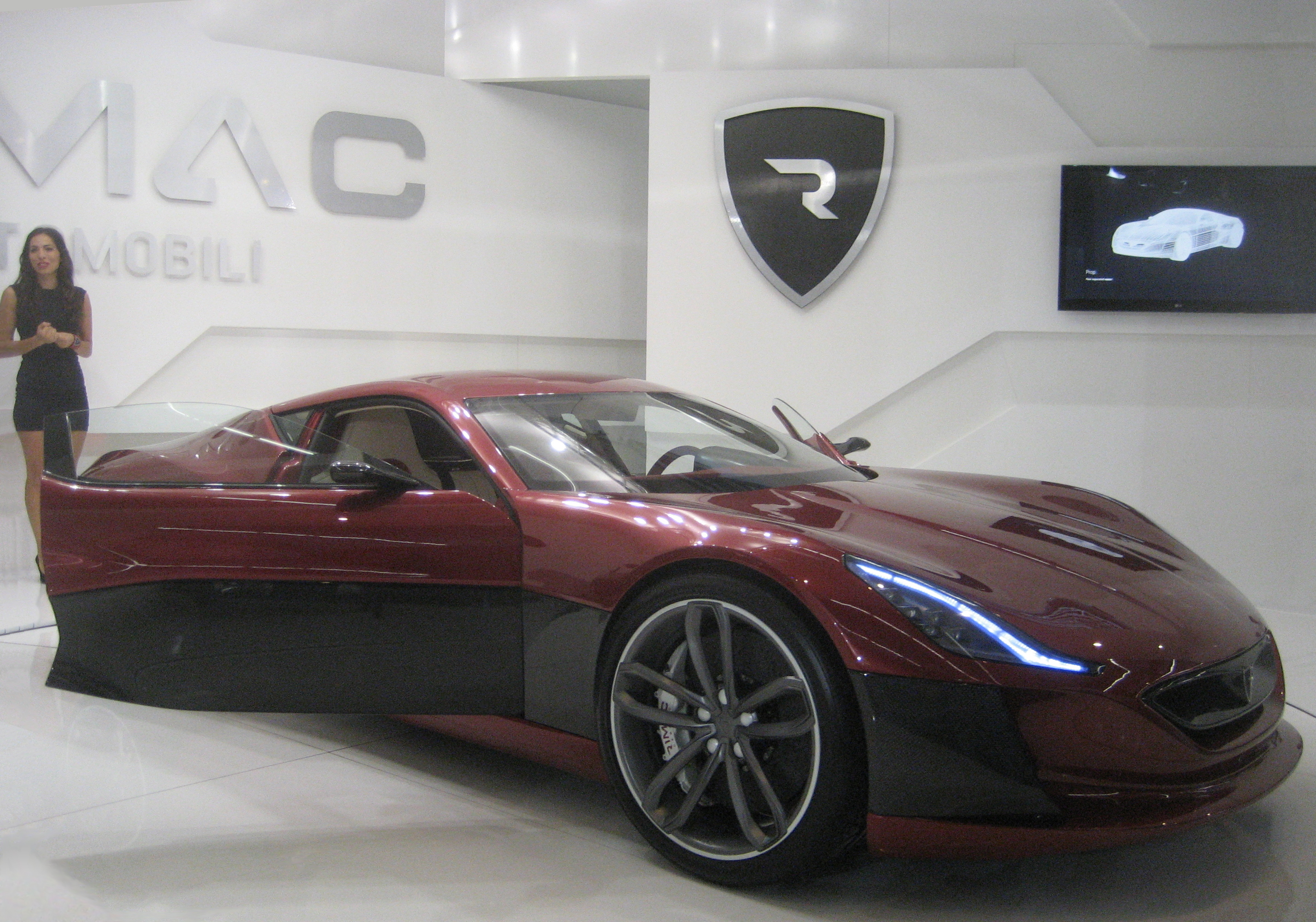
리막 컨셉 원

2011년 프랑크푸르트 모터쇼에서 공개되었고,2016년에 양산형이 최종적으로 도입되었다.

### 리막 컨셉 S
리막 컨셉 원의 트랙 전용 모델이다. 전기 모터는 1,032 kW (1,384 hp)이고, 2.5초 만에 0–100 km/h (0–62 mph)에서 가속하고 365 km/h (227 mph)의 최고 속도에 도달할 수 있다. 생산 대수는 총 2대이다.

### 리막 네베라

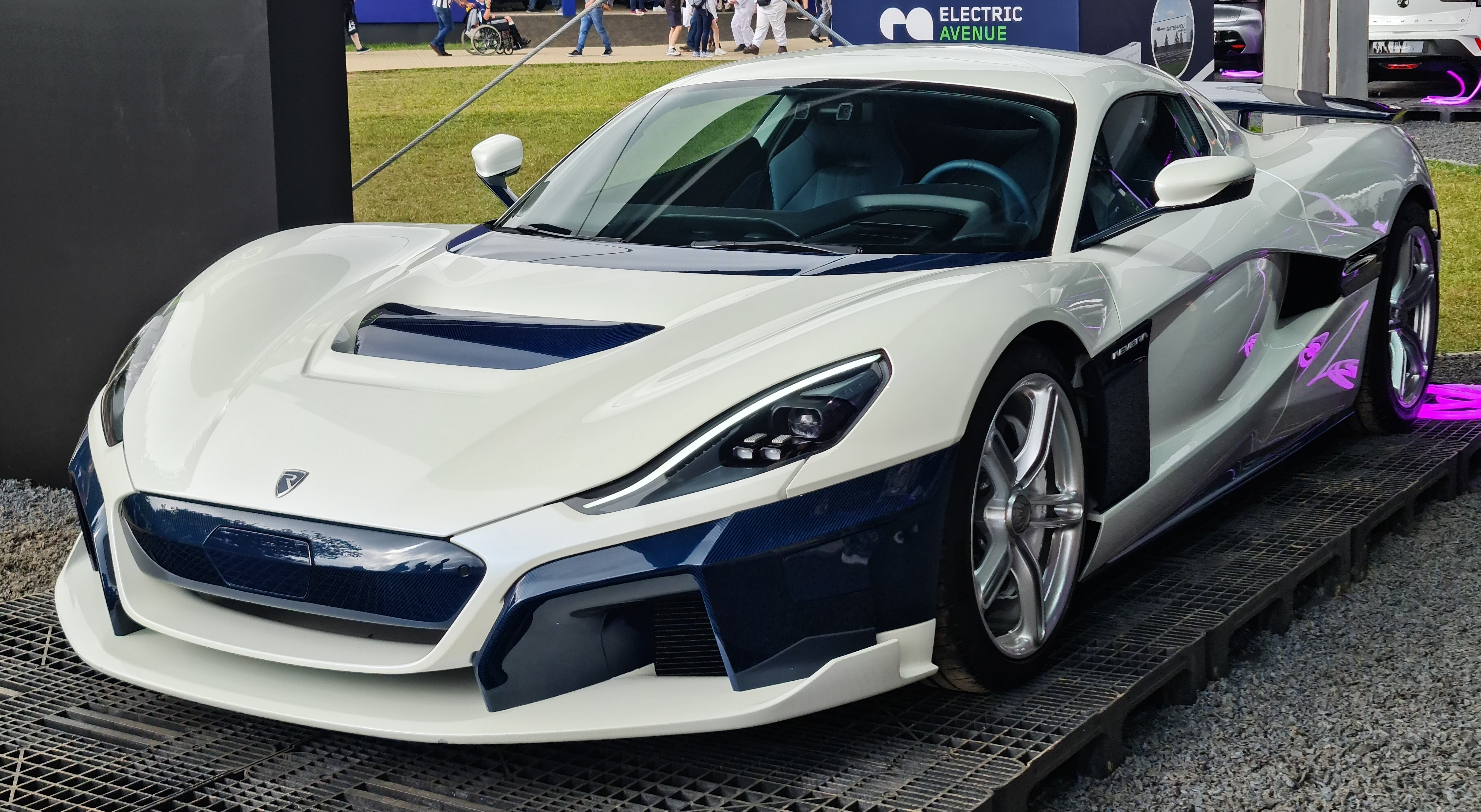
2021년 굿우드 페스티벌 오브 스피드에 전시된 리막 네베라

컨셉 원의 후속 차종인 네베라(컨셉 투에서 이름 변경, C_Two로 표기)는 2018년 3월 제네바 모터쇼에서 공개되었다. 이 차량은 버터플라이 도어와 다양한 출력 업그레이드를 포함한 완전히 새로운 디자인을 특징으로 한다. 4개의 업데이트된 전기 모터는 총 1,427 kW (1,940 PS; 1,914 hp)의 출력과 2,360 N·m (1,741 lb·ft)의 토크를 생산한다. 탄소섬유 차체 구조는 무거운 배터리 팩을 포함하여 총 2,150 kg (4,740 lb)의 무게를 갖는다. 네베라는 0에서 97 km/h (60 mph)까지 1.85초 만에 가속하고 최고 속도 415 km/h (258 mph)를 달성할 수 있다고 주장한다.
이 차량은 핸들링을 향상시키는 완전 독립 토크 벡터링 시스템(R-AWTV)을 통합하며, 소유자에게만 시동 잠금을 해제하고 소유자의 기분에 따라 차량 설정을 조정하는 얼굴 인식 시스템과 같은 많은 첨단 기술 기능도 포함한다. 차량에는 고속 "드리프트 모드"가 있으며, 지능형 트랙션 컨트롤 시스템이 차량을 제어 상태로 유지한다. 마테 리마츠에 따르면 네베라는 레벨 4 자율 주행 기능을 갖출 것이며, 8개의 카메라, 1개의 라이더, 6개의 레이더, 12개의 초음파 센서를 장착한다. 생산 대수는 150대로 제한된다.
리막은 2018년 8월 페블 비치 자동차 전시회에서 네베라 캘리포니아 에디션을 선보였다. 이 모델은 특별한 파란색 색상과 새로운 휠 디자인을 특징으로 하며, 차량 트렁크에 6리터 샴페인과 플루트 두 개가 제공된다.

## 부품 제조
리막 테크놀로지는 애스턴 마틴의 새 스포츠카인 애스턴 마틴 발키리의 배터리 시스템을 생산한다. 또한 코닉세그 (특히 코닉세그 레제라용), 재규어 E-타입 제로 컨셉트카 및 세아트 쿠프라 e-레이서 컨셉트카의 배터리 시스템도 생산한다. 2018년, 오토모빌리 피닌파리나와 기술 파트너십을 맺었으며, 오토모빌리 피닌파리나의 첫 차량인 피닌파리나 바티스타는 네베라와 동일한 아키텍처를 기반으로 하고 동일한 파워트레인을 사용한다고 알려졌다.
리막은 또한 2015년 파이크스 피크 국제 힐클라임에서 공동 전동차 "타지마 리막 E-러너 컨셉트 원"을 선보인 타지마 노부히로와 같은 레이싱 드라이버를 위한 구동계 및 기타 부품 생산에도 참여하고 있다. 이 차량은 모든 내연기관 차량을 앞서 2위로 경주를 마쳤다.
Applus+ IDIADA Volar-E 역시 다른 회사를 위해 개발된 제품의 예시이다.

## 같이 보기
- 테슬라 로드스터
- 니오 EP9
- 아스파크 아울
- 폭스바겐 I.D. R
- 레이저 오토모티브